# 僕は存在していなかった
「僕は存在していなかった」（ぼくはそんざいしていなかった）は、日本のデジタル女性アイドルグループ・22/7の楽曲。作詞は秋元康、作曲は目黒良子が担当した。2017年9月20日に22/7のデビューシングルとしてSony Musicから発売された。

## 概要
完全生産限定盤 のType-A（CD+DVD）・Type-B（CDのみ）の2形態でのリリース。
リリース時点のキャラクターが8名だったため表題曲と「地下鉄抵抗主義」は8人での歌唱、「11人が集まった理由」は11人での歌唱。

### 歌唱メンバー
- キャラクター：河野都、斎藤ニコル、佐藤麗華、滝川みう、立川絢香、戸田ジュン、藤間桜、丸山あかね、東条悠希、柊つぼみ、神木みかみ
- リアルメンバー：倉岡水巴、花川芽衣、帆風千春、西條和、宮瀬玲奈、海乃るり、天城サリー、白沢かなえ、涼花萌、高辻麗、武田愛奈

## シングル収録トラック
| #         | タイトル                                   | 作詞      | 作曲                     | 編曲           | 時間  |
| --------- | ------------------------------------------ | --------- | ------------------------ | -------------- | ----- |
| 1.        | 「僕は存在していなかった」                 | 秋元康    | 目黒良子                 | 野中"まさ"雄一 | 4:15  |
| 2.        | 「地下鉄抵抗主義」                         | 秋元康    | 大塚剛毅                 | 野中"まさ"雄一 | 4:31  |
| 3.        | 「11人が集まった理由」                     | 秋元康    | キタムラタケシ、田上陽一 | 田上陽一       | 4:00  |
| 4.        | 「僕は存在していなかった」(off vocal ver.) |           | 目黒良子                 | 野中"まさ"雄一 | 4:04  |
| 5.        | 「地下鉄抵抗主義」(off vocal ver.)         |           | 大塚剛毅                 | 野中"まさ"雄一 | 4:31  |
| 6.        | 「11人が集まった理由」(off vocal ver.)     |           | キタムラタケシ、田上陽一 | 田上陽一       | 3:58  |
| 合計時間: | 合計時間:                                  | 合計時間: | 合計時間:                | 合計時間:      | 25:19 |

| #         | タイトル                                | 作詞      | 作曲・編曲 | 監督   | 時間 |
| --------- | --------------------------------------- | --------- | ---------- | ------ | ---- |
| 1.        | 「僕は存在していなかった」(music video) |           |            | 安藤良 | 5:24 |
| 合計時間: | 合計時間:                               | 合計時間: | 5:24       |        |      |